# Pavlová
Pavlová este o comună slovacă, aflată în districtul Nové Zámky din regiunea Nitra. Localitatea se află la altitudinea de 126 m deasupra n.m., se întinde pe o suprafață de 7,62 km2 și în 2017 număra 225 de locuitori.

## Istoric
Localitatea Pavlová este atestată documentar din 1135.

## Demografie
| An:                | 1994 | 2004    | 2014    | 2024    |
| ------------------ | ---- | ------- | ------- | ------- |
| Număr de persoane: | 323  | 274     | 236     | 205     |
| Diferență:         |      | −15,17% | −13,86% | −13,13% |

| An:                | 2023 | 2024  |
| ------------------ | ---- | ----- |
| Număr de persoane: | 200  | 205   |
| Diferență:         |      | +2,5% |